# Trollech
Trollech är en tjeckisk pagan black metal-grupp, bildad i Plzeň 1999. Gruppen benämner sin musik "forest black metal". Trollechs låtar behandlar ämnen som naturen, hedendom och spiritism.

## Medlemmar
Nuvarande
- Lord Morbivod – trumprogrammering (1999–2007), gitarr, sång (1999–), basgitarr (2001)
- Asura G. Godwar Ray – sång, basgitarr, keyboard (1999–)
- Sheafraidh – trummor (2007–)
- Throllmas – gitarr, mandolin, bakgrundssång (2007–)

Tidigare
- Johannes – gitarr, bakgrundssång (2001–2006)

## Diskografi
Studioalbum
- Ve hvozdech... (2001)
- Synové lesů (2002)
- V rachotu hromů (2003)
- Skryti v mlze (2006)
- Jasmuz (2010)
- Vnitřní tma (2012)
- Každý strom má svůj stín (2017)

Övrigt
- Dech pohanských větrů (1999; demo)
- Tváře stromů (2003; EP)
- Tumultus / Saros (2005; split med Sorath)
- Svatoboj (Metal Swamp No. 22) (2006; livealbum)
- Metal Swamp No. 28 (2007; splitvideo med Stíny Plamenů, Unclean, Solfernus, Hromovlad och Panychida)
- Trollech vs Heiden (2007; split med Heiden)
- Ve hvozdech & Synové lesů (2010; samlingsalbum)
- Letokruhy (2021; boxed set)